# Bradford Woods
Bradford Woods es un borough ubicado en el condado de Allegheny en el estado estadounidense de Pensilvania. En el año 2000 tenía una población de 1149 habitantes y una densidad poblacional de 495.4 personas por km².

## Geografía
Bradford Woods se encuentra ubicado en las coordenadas 40°39′09″N 80°04′55″O / 40.65250, -80.08194.

## Demografía
Según la Oficina del Censo en 2000 los ingresos medios por hogar en la localidad eran de $92 820 y los ingresos medios por familia eran $100 329. Los hombres tenían unos ingresos medios de $70 313 frente a los $43 125 para las mujeres. La renta per cápita para la localidad era de $51 462. Alrededor del 1.4% de la población estaba por debajo del umbral de pobreza.